# Partito Comunista in Arabia Saudita
il Partito Comunista in Arabia Saudita (in arabo الحزب الشيوعي في السعودية, al-Hizb al-Shuyu'i fi al-Sa'udiyah) è un Partito politico comunista in Arabia Saudita.
Il partito venne fondato il 31 agosto 1975, avendo le sue origini dal Fronte di Rinnovazione Nazionale fondato il 23 settembre 1954, e trasformatosi nel Fronte di Liberazione Nazionale il 17 ottobre 1958, l'NLF era parte integrante del Fronte Arabo di Liberazione Nazionale sin dal 1963.
I comunisti all'interno del NLF avevano un'organizzazione separata, chiamata Organizzazione dei Comunisti Sauditi (OSC). Il gruppo fu soggetto a diversi arresti tra il 1968 e il 1969, mentre i rimanenti membri del NLF fondarono il Partito Comunista nel 1975. I membri del partito nel 1975 erano davvero pochi, pressappoco una trentina.
La popolarità calò, sia a causa della caduta dell'Unione Sovietica, che dell'arrivo dell'islamismo (islam politico): questo spinse la dirigenza a cambiare denominazione in Assemblea Democratica dell'Arabia Saudita (in arabo التجمع الديموقراطي في السعودية) e causò la presa di posizione del partito su idee di riforme democratiche negli anni '90. In seguito il regime saudita rilasciò i prigionieri politici del partito in cambio della dissoluzione del partito stesso.